# Musée juif de Rhodes
Le musée juif de Rhodes (en grec moderne : Εβραϊκό Μουσείο Ρόδου / Evraïkó Mouseío Ródou) est un musée situé dans le quartier de La Juderia, sur l'île de Rhodes, en Grèce. Il est fondé par Aron Hasson, en 1997 afin de préserver l'histoire et la culture des Juifs de Rhodes. Il est adjacent à la synagogue Kahal Shalom, qui est la plus ancienne synagogue de Grèce, et se trouve dans six pièces autrefois utilisées comme salles de prière pour les femmes, avant la Shoah.

### Source de la traduction
- (en) Cet article est partiellement ou en totalité issu de l’article de Wikipédia en anglais intitulé « Jewish Museum of Rhodes » (voir la liste des auteurs).